# Słonecznik (powiat ostródzki)

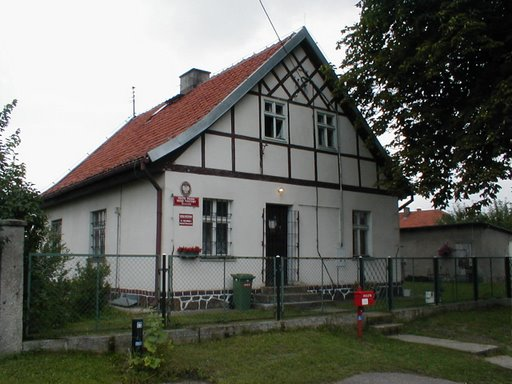
Zabytkowy budynek, w którym była poczta w Słoneczniku z charakterystycznym dla tego rejonu murem pruskim.

Słonecznik – wieś w Polsce położona w województwie warmińsko-mazurskim, w powiecie ostródzkim, w gminie Morąg. W Słoneczniku mieszka około 860 mieszkańców.
Do 1954 roku siedziba gminy Słonecznik. Do 1975 roku wieś należała do powiatu morąskiego. Od 1975 w gminie Morąg (poczta Słonecznik). W latach 1975–1998 miejscowość administracyjnie należała do województwa olsztyńskiego.
W latach 1945–1946 miejscowość nosiła nazwę Sorkobór.
Wieś o tradycjach protestanckich. Obecnie większość mieszkańców wsi stanowią wierni Kościoła rzymskokatolickiego. Na terenie wiejskim  działalność duszpasterską prowadzi także Kościół Ewangelicko-Metodystyczny.
We wsi znajduje się były urząd pocztowy oraz szkoła podstawowa. Przez wieś przebiega szlak turystyczno-rowerowy. Trasa szlaku: Miłomłyn Leśny Zaułek – Tarda – Słonecznik – Pieszkowo – Szeląg – Miłomłyn Długość (km): 32.
Na zachód od wsi znajduje się Święta Góra (dawniej Pfingst Berg), wysokość 111 m. Natomiast między wsią a jeziorem Bartężek znajdują się łąki – dawniejsze jezioro Skałsze (niem. Skalchwiesen, Skall See).

## Historia
Wieś zamieszkana przez ludność pruską wymieniana była w dokumentach już w roku 1315, pod nazwą Surkapurn, co oznaczało miejscowość położoną „koło omszałych kopców na pastwisku”. W roku 1342 Aleksander von Korne – komtur dzierzgoński – założył wieś czynszową pod nazwą Sunnynburn, na 60 włókach, na prawie chełmińskim. Później miejscowość nosiła niemiecka nazwę Sonnenborn. Nie wiadomo co się stało z wcześniejszymi, pruskimi mieszkańcami, bowiem nowym osadnikom przyznano w dokumencie lokacyjny 12 lat wolnizny. Sołtys otrzymał sześć włók wolnych oraz 4 włóki dla kościoła. W dokumencie lokacyjnym zaplanowano także założenie karczmy. W granicach wsi było wówczas także jezioro nazywane Stalsin, podlegające daninie na równi z innymi włókami.
W 1694 r. powstał tu kościół ewangelicki i jednoklasowa szkoła. Odprawiano nabożeństwa także w języku polskim (kilku pastorów było polskiego pochodzenia). Do parafii należały wsie: Bartężek, Bożęcin, Prośno, Ruś, Wenecja.
W XVIII w. istniał tu folwark z 19 włókami ziemi w dzierżawie dziedzicznej.
W roku 1782 we wsi było 48 tak zwanych „dymów” (odnosić można do gospodarstw domowych). W roku 1817 w Słoneczniki zanotowano 58 „dymów” i 374 mieszkańców. Z kolei w roku 1858 były 84 dymy i 784 osoby (liczone łącznie z folwarkiem). W 1939 r. we wsi było 200 gospodarstw domowych z 751 mieszkańcami. 411 osób utrzymywało się z rolnictwa i leśnictwa, 175 z pracy w przemyśle i rzemiośle a 47 z pracy w handlu i komunikacji. W ówczesnej gminie było 41 gospodarstw rolnych o powierzchni w granicach 0,5-5 ha, 16 o powierzchni 5-10 ha, 18 o powierzchni w granicach 10-20 ha, 12 o areale 20-100 ha i jedno o powierzchni ponad 100 ha.
Przed 1945 rokiem, tutejsza szkoła była trzyklasowa i uczyło w niej 3 nauczycieli.

## Zabytki
- Kościół poewangelicki z 1694, obecnie Kościół rzymskokatolicki,
- Dzwonnica z XIX w.,
- Zabytkowa chata mazurska.

## Religia

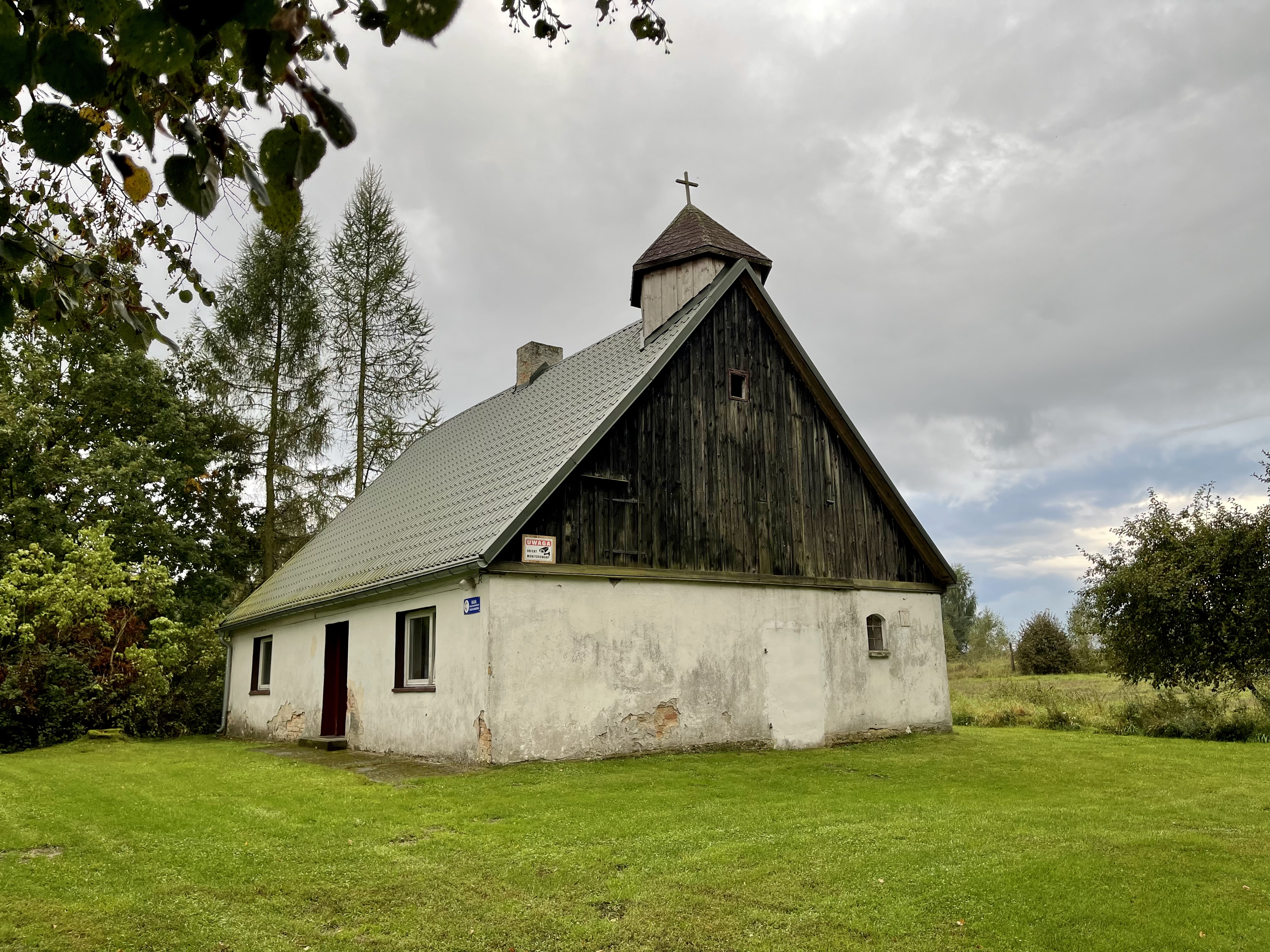
Kaplica parafii ewangelicko-metodystycznej

### Wspólnoty wyznaniowe
- Kościół rzymskokatolicki – Parafia Podwyższenia Krzyża Świętego w Słoneczniku
- Kościół Ewangelicko-Metodystyczny w RP – Parafia Ewangelicko-Metodystyczna w Słoneczniku[4]

### Obiekty sakralne
- Kościół rzymskokatolicki pod wezwaniem Podwyższenia Krzyża Świętego,
- Kaplica Kościoła Ewangelicko-Metodystycznego.
- Cmentarz
- Przedwojenny Pomnik żołnierzy poległych w I wojnie światowej, obecnie kapliczka maryjna. [7]